# Эвансвилл (Вайоминг)
Эвансвилл (англ. Evansville, Wyoming) — город, расположенный в округе Натрона (штат Вайоминг, США) с населением в 2255 человек по статистическим данным переписи 2000 года.
Город получил своё название в честь У. Т. Эванса, местного мастера кузнечного дела.

## География
По данным Бюро переписи населения США город Эвансвилл имеет общую площадь в 6,73 квадратных километров, водных ресурсов в черте населённого пункта не имеется.
Город Эвансвилл расположен на высоте 1562 метра над уровнем моря.

## Демография
| Год переписи | Нас. |  | %±     |
| ------------ | ---- |  | ------ |
| 1930         | 174  |  | —      |
| 1940         | 206  |  | 18,4%  |
| 1950         | 393  |  | 90,8%  |
| 1960         | 678  |  | 72,5%  |
| 1970         | 832  |  | 22,7%  |
| 1980         | 2335 |  | 180,6% |
| 1990         | 1403 |  | −39,9% |
| 2000         | 2255 |  | 60,7%  |
| 1930–2000    |      |  |        |

По данным переписи населения 2000 года в Эвансвилле проживало 2255 человек, 561 семья, насчитывалось 848 домашних хозяйств и 918 жилых домов. Средняя плотность населения составляла около 340 человек на один квадратный километр. Расовый состав Эвансвилла по данным переписи распределился следующим образом: 90,07 % белых, 1,11 % — чёрных или афроамериканцев, 1,24 % — коренных американцев, 0,22 % — азиатов, 2,93 % — представителей смешанных рас, 4,43 % — других народностей. Испаноговорящие составили 8,43 % от всех жителей города.
Из 848 домашних хозяйств в 39,2 % — воспитывали детей в возрасте до 18 лет, 41,3 % представляли собой совместно проживающие супружеские пары, в 17,9 % семей женщины проживали без мужей, 33,8 % не имели семей. 25,8 % от общего числа семей на момент переписи жили самостоятельно, при этом 6,7 % составили одинокие пожилые люди в возрасте 65 лет и старше. Средний размер домашнего хозяйства составил 2,66 человек, а средний размер семьи — 3,15 человек.
Население города по возрастному диапазону по данным переписи 2000 года распределилось следующим образом: 32,1 % — жители младше 18 лет, 13,7 % — между 18 и 24 годами, 28,6 % — от 25 до 44 лет, 18,4 % — от 45 до 64 лет и 7,2 % — в возрасте 65 лет и старше. Средний возраст жителей составил 27 лет. На каждые 100 женщин в Эвансвилле приходилось 90,5 мужчин, при этом на каждые сто женщин 18 лет и старше приходилось 88,9 мужчин также старше 18 лет.
Средний доход на одно домашнее хозяйство в городе составил 25 375 долларов США, а средний доход на одну семью — 28 603 доллара. При этом мужчины имели средний доход в 26 536 долларов США в год против 17 981 доллар среднегодового дохода у женщин. Доход на душу населения в городе составил 11 657 долларов в год. 21,4 % от всего числа семей в округе и 25,9 % от всей численности населения находилось на момент переписи населения за чертой бедности, при этом 35,2 % из них были моложе 18 лет и 15,4 % — в возрасте 65 лет и старше.